# Ужанський національний природний парк
Ужа́нський націона́льний приро́дний парк — національний природний парк в Україні. Розташований у межах Українських Карпат, на території Великоберезнянського району Закарпатської області. 
Створений у вересні 1999 року на основі заповідних об'єктів, які існували у верхів'ях річки Уж вже на початку XX століття. Зокрема, ще за часів Австро-Угорщини в 1908 році з метою охорони пралісів тут були створені резервати «Стужиця» і «Тихий», котрі отримали свої назви від найближчих населених пунктів — сіл Стужиця та Тихий.

## Розташування
Національний парк розташований на північному заході Закарпатській області і є складовою частиною першого у світі тристороннього українсько-польсько-словацького міжнародного біосферного резервату «Східні Карпати», який включено до Світової мережі біосферних резерватів ЮНЕСКО. Ужанський НПП складається з п'яти природоохоронних науково-дослідних відділень і на сьогодні займає площу 39159 га, в тому числі 14,9 тис. га вилученої території.

## Біота

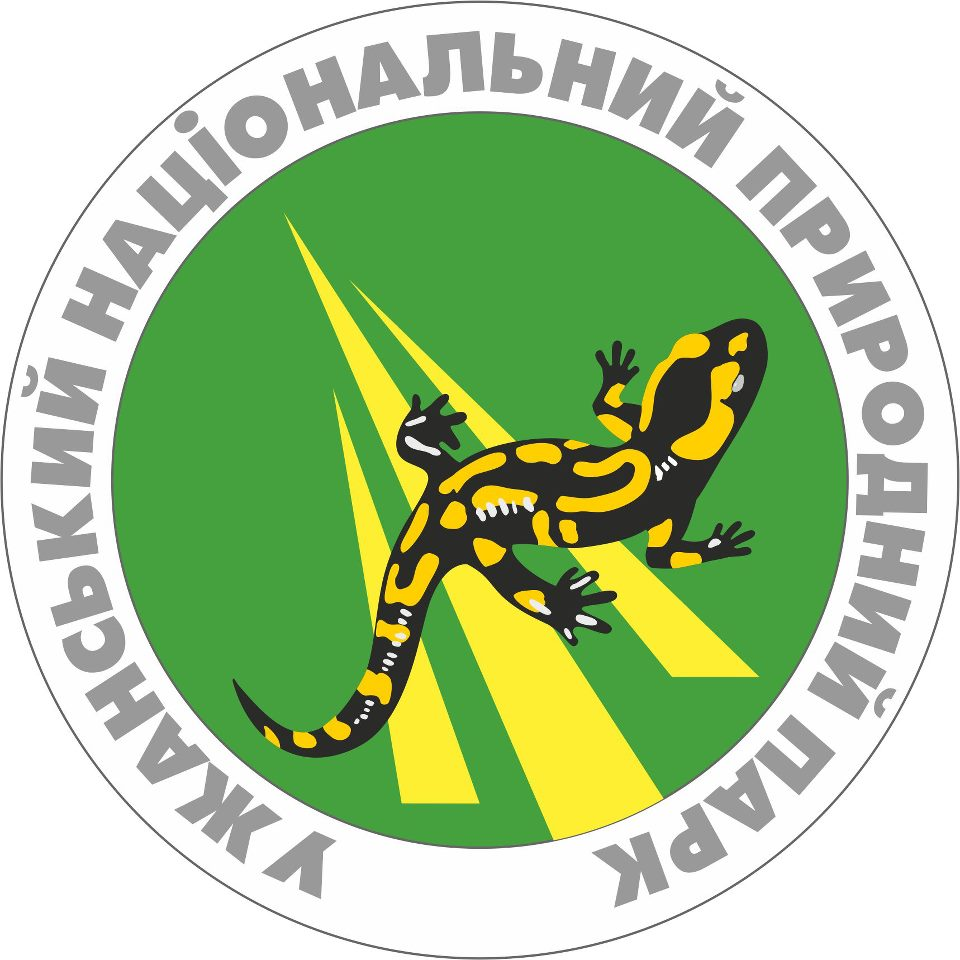
Логотип парку

Завдяки своєрідності природних ландшафтів, унікальності екосистем пралісів, багатству флори та фауни, визначним пам'яткам культурно-історичної спадщини, парк має важливе значення для збереження цих цінностей. За останніми даними, на території парку зростає 863 видів вищих судинних рослин, 312 лишайників, 143 мохоподібних, 55 вищих грибів, 164 водоростей. На сьогодні тут зареєстровано 80 видів судинних рослин, що занесені в Червону книгу Закарпаття, 43 види включені до Червоної книги України, 2 види — до Міжнародного Червоного списку. Описано 231 вид тварин, з яких 30 занесено до Червоної книги України та 12 видів — до Міжнародного Червоного списку. 
Понад 3 тис. га буково-ялицево-яворових пралісів парку, в липні 2007 року включення до Списку всесвітньої природної спадщини. 
У ландшафті Стужиця найліпше в Українських Карпатах збереглася верхня межа лісу (ВМЛ) (буковий варіант) у вигляді криволісся з домішкою горобини та участю явора (площа 55 га). У цьому криволіссі малина утворює густий, часто непрохідний підлісок. ВМЛ тут проходить на висоті 1200–1280 м, завдовжки 4—5 км (Кременець-Велика, Равка-Велика, Семенова-Каньчова-Полонинка). Стовбури бука шаблеподібно-зігнуті, нижня їхня частина завдовжки 1,0—1,5 м стелиться по поверхні ґрунту, а гілки вкорінюються і дають початок новим особинам. Тут трапляються дерева по 5—10 і навіть 15—20 особин у групі. На привершинних схилах г. Велика Равка фрагментарно збереглися субальпійські луки (полонини).
На території парку розташовано цілий ряд пам'яток неживої природи. Біля села Княгиня є карстові печери, а також місце падіння найбільшого в Європі Княгинянського метеориту, уламки якого зберігаються в музеях Відня, Москви та інших міст світу. 9 червня 1866 року, подолавши в атмосфері відстань 200 км, на висоті 40 км від Землі вибухнув, і кам'яним дощем впав на Землю. Найбільший уламок вагою 279 кг був знайдений в урочищі «Чорні млаки», куди прокладений однойменний екологічний маршрут.

## Стан охорони біорізноманіття
У травні 2012 року в Ужанському парку стався витік 700 л дизпалива з нафтопроводу в районі с. Ужок. Лісгоспи, що входять до парку і підпорядковані Держагентству лісових ресурсів України, ведуть масштабні рубки у Великоберезнянському районі.
 2014 року в парку були проведені санітарні рубки на площі 179 га і заготовлено 6610 м³ деревини. При цьому, згідно з відповіддю Мінприроди України, ліміти парку на рубки у  2014 році не видавались. 
2015 року в Ужанському національному парку зрубано близько 10 тис. м³ деревини. Рубки ведуться в тому числі у водозахисній зоні в районі струмка Гуснянський в Ужоцькому лісництві, кв. 14. У Великоберезнянському лісгоспі (лісництва Жорнавське, Костринське, Волосянківське), який входить у господарську зону нацпарку, вирубуються карпатські праліси. З 2008 по 2014 рік вирубано 121 га вікових, первісних лісів (з них 68 га — суцільними рубками), заготовлено 28812 м³ деревини. 
Згідно з перевіркою, проведеною Мінприроди України влітку 2016 року, величезні масиви лісу в парку рубаються незаконно, тобто без лімітів. Так, 2015 року в Ужанському нацпарку заготовили деревину об'ємом 10017 м³, тоді як ліміт від Мінприроди України був отриманий на заготівлю лише 2270 м³ деревини, тобто 7747 м³ деревини було заготовлено незаконно. Вже в першому півріччі 2016 року в Ужанському нацпарку було заготовлено 589 м³ деревини також без ліміту Мінприроди України. 
Праліси та древні ліси Ужанського нацпарку входять у міжнародний об'єкт Всесвітньої спадщини ЮНЕСКО «Букові праліси Карпат та інших регіонів Європи». Цей об'єкт складається з двох зон — заповідної й буферної. Проте древні ліси Ужанського нацпарку, що входять у буферну зону об'єкту Всесвітньої спадщини ЮНЕСКО, також вирубуються в Ужанському нацпарку. У 2014—2015 рр. рубки велися в Костринському відділенні парку, кв. 12 вид. 10, в Стужицькому відділенні — кв. 12 вид. 4, кв. 28 вид. 11, кв. 15 вид. 7, кв. 28 вид. 10, а також в Жорнавському відділенні парку — кв. 10 вид. 1. 13 листопада 2015 року Мінприроди України погодило Ужанському нацпарку ліміти на рубку в грудні 2015 року в буферній зоні об'єкту Всесвітньої спадщини ЮНЕСКО — в Лубнянському відділенні Ужанського нацпарку (кв. 11/8 — суцільна рубка, кв. 11/9 — суцільна рубка і кв. 6/24 — вибіркова рубка).

### Території природно-заповідного фонду у складі НПП «Ужанський»
Нерідко, оголошенню національного парку або заповідника передує створення одного або кількох об'єктів природно-заповідного фонду місцевого значення. В результаті, великий НПП фактично поглинає раніше створені ПЗФ. Проте їхній статус зазвичай зберігають. 
До складу території національного природного парку «Ужанський» входять такі об'єкти ПЗФ України: 
- Пам'ятка природи загальнодержавного значення «Гора Яворник», ботанічна
- Заказник місцевого значення «Тихий», лісовий
- Заказник місцевого значення «Дубова», лісовий
- Заказник місцевого значення «Уличанка», лісовий
- Заказник місцевого значення «Голаня», ботанічний
- Заказник місцевого значення «Ерташі», ботанічний
- Заказник місцевого значення «Пасіки», ботанічний
- Пам'ятка природи місцевого значення «Дуб звичайний», ботанічна

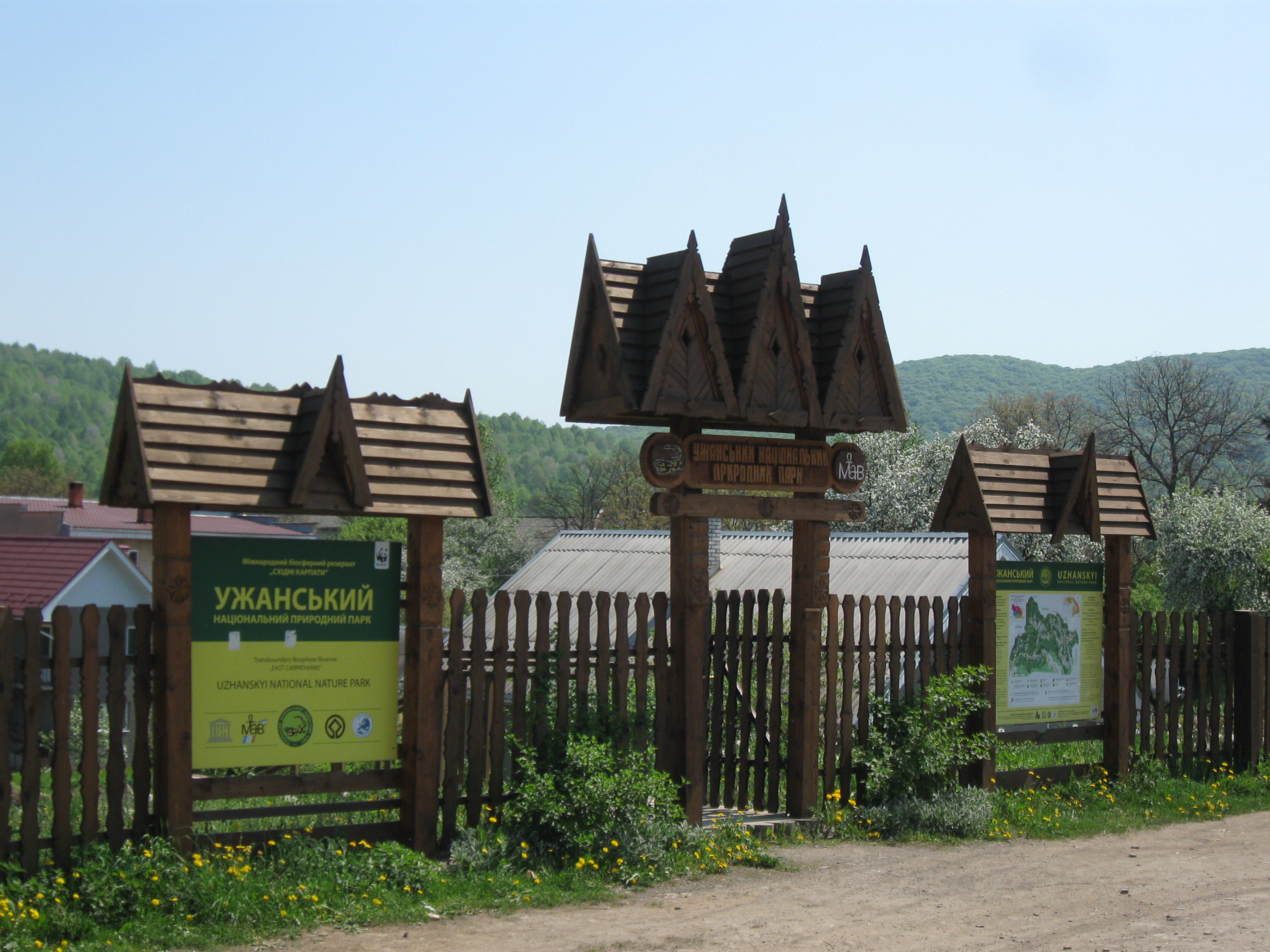
Вхід до адмінбудівель Ужанського національного природного парку (смт Великий Березний)

- Пам'ятка природи місцевого значення «Джерело № 1», гідрологічна
- Пам'ятка природи місцевого значення «Джерело № 11», гідрологічна
- Пам'ятка природи місцевого значення «Джерело № 2», гідрологічна
- Пам'ятка природи місцевого значення «Джерело № 1», гідрологічна
- Пам'ятка природи місцевого значення «Джерело № 2», гідрологічна
- Пам'ятка природи місцевого значення «Джерело № 3», гідрологічна
- Пам'ятка природи місцевого значення «Джерело № 2», гідрологічна
- Пам'ятка природи місцевого значення «Джерело № 2», гідрологічна
- Пам'ятка природи місцевого значення печера «Княгиня», геологічнаВхід до адмінбудівель Ужанського національного природного парку (смт Великий Березний)

## Розширення території
Згідно з Указом Президента України № 135/2019 територію парку розширено на 6988 га внаслідок приєднання  земель ДП «Великоберезнянський ЛГ».

## Пам'ятки неживої природи та пам'ятки культури

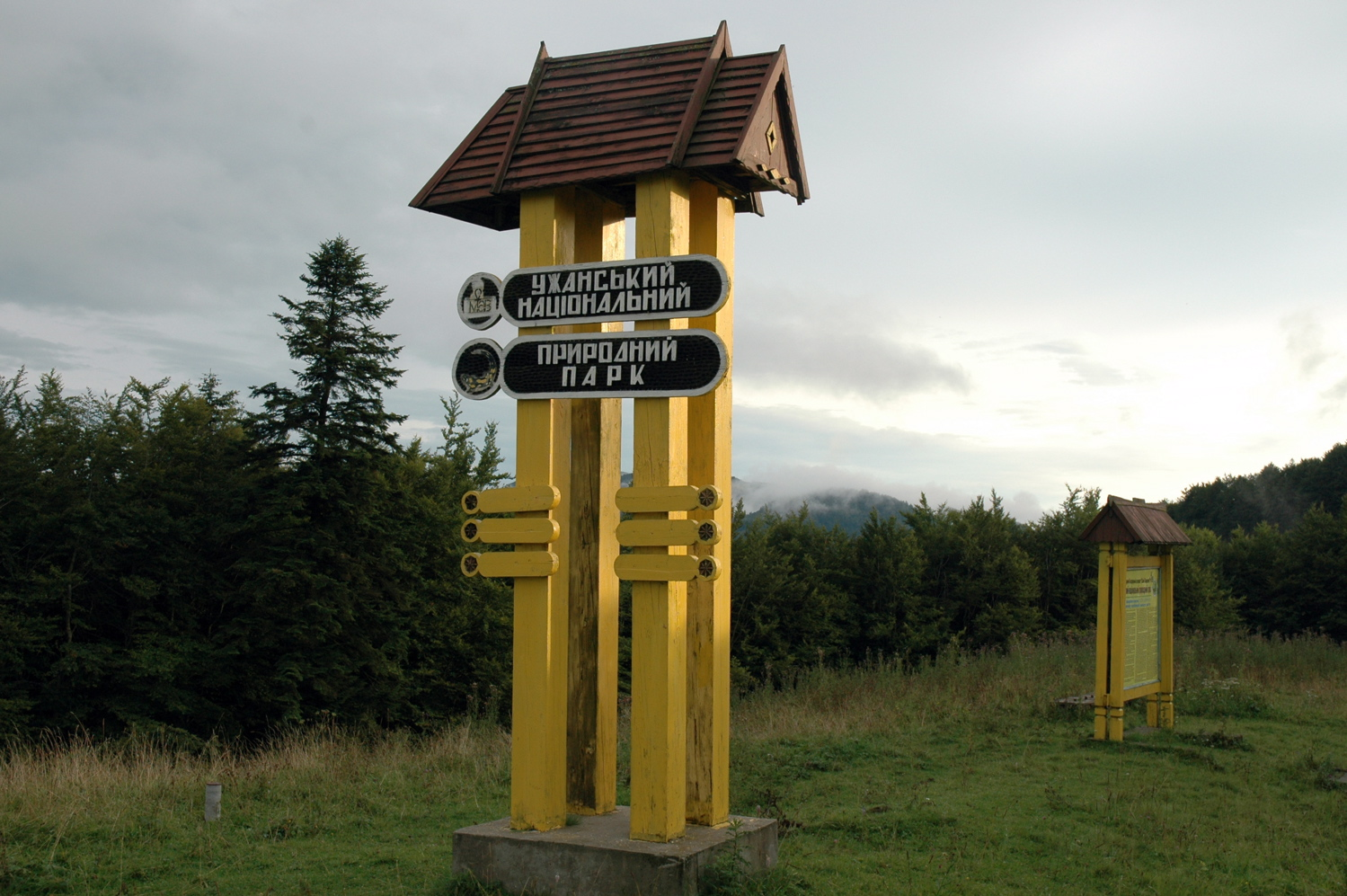
Інформаційний знак на Ужоцькому перевалі

Із пам'яток культури необхідно зазначити дерев'яні церкви, які належать до шедеврів народного мистецтва краю і взяті під охорону держави. На території парку їх 6. Також на території парку є понад 15 мінеральних джерел.

## Наукова робота і рекреація
Для виконання своїх наукових та природоохоронних функцій в парку створений науковий відділ, відділ рекреації, пропаганди та екоосвіти, відділ охорони, відтворення та раціонального використання природних ресурсів. 
Науково-дослідні роботи проводяться в напрямку вивчення видового складу основних рослинних ценозів, якісного і кількісного складу фауни. 
Рекреаційна діяльність направлена на створення умов для розвитку туризму. Для цього облаштовано цілий ряд місць відпочинку, розроблено 17 екологічно-пізнавальних маршрутів, збільшено надання рекреаційних послуг. Регулярно проводяться природоохоронні акції з учнями місцевих шкіл, береться участь у виставках різних рівнів, видаються листівки, вісники екопросвітницького напрямку, путівники та буклети.

## Галерея

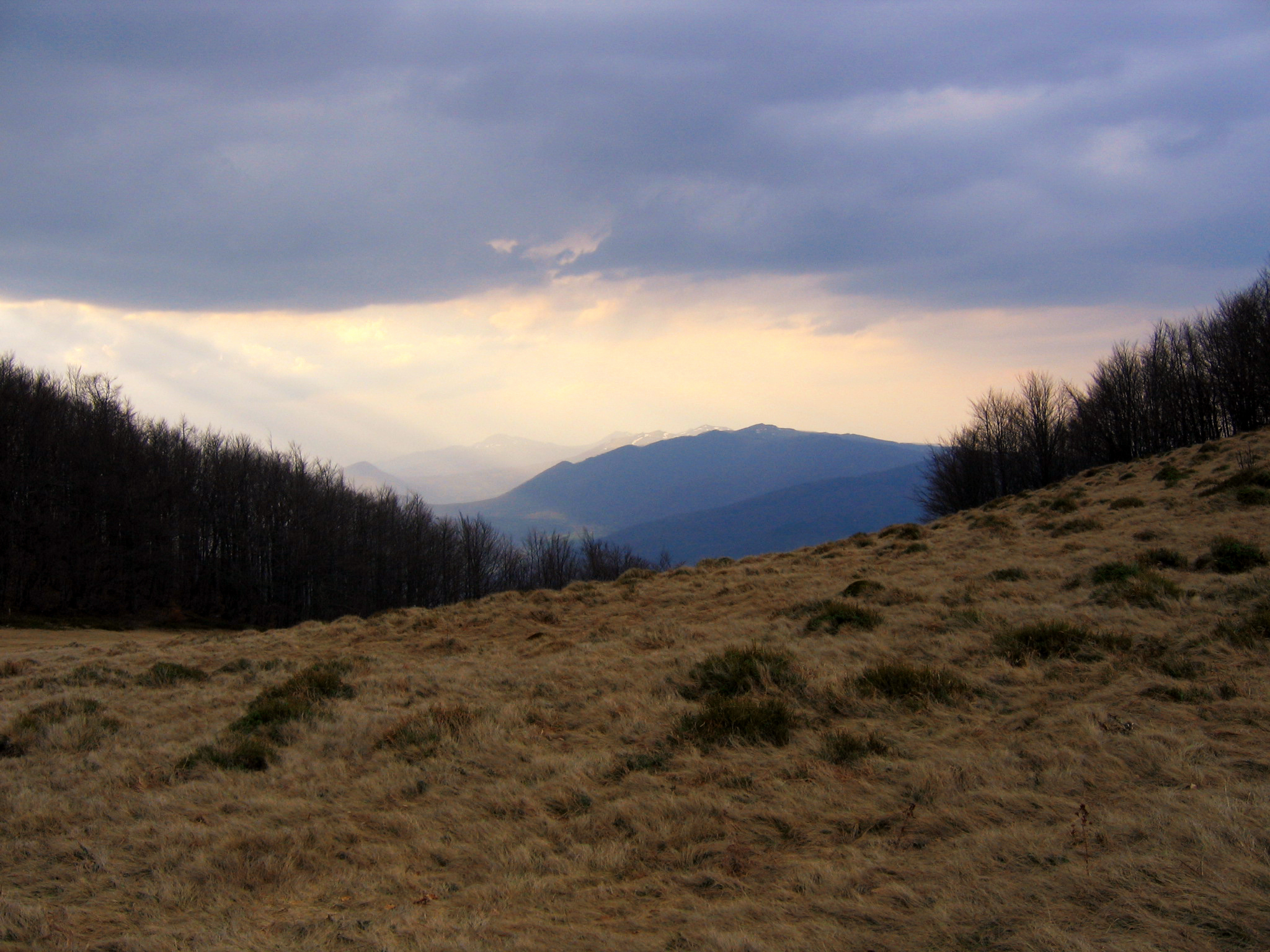
Світанок
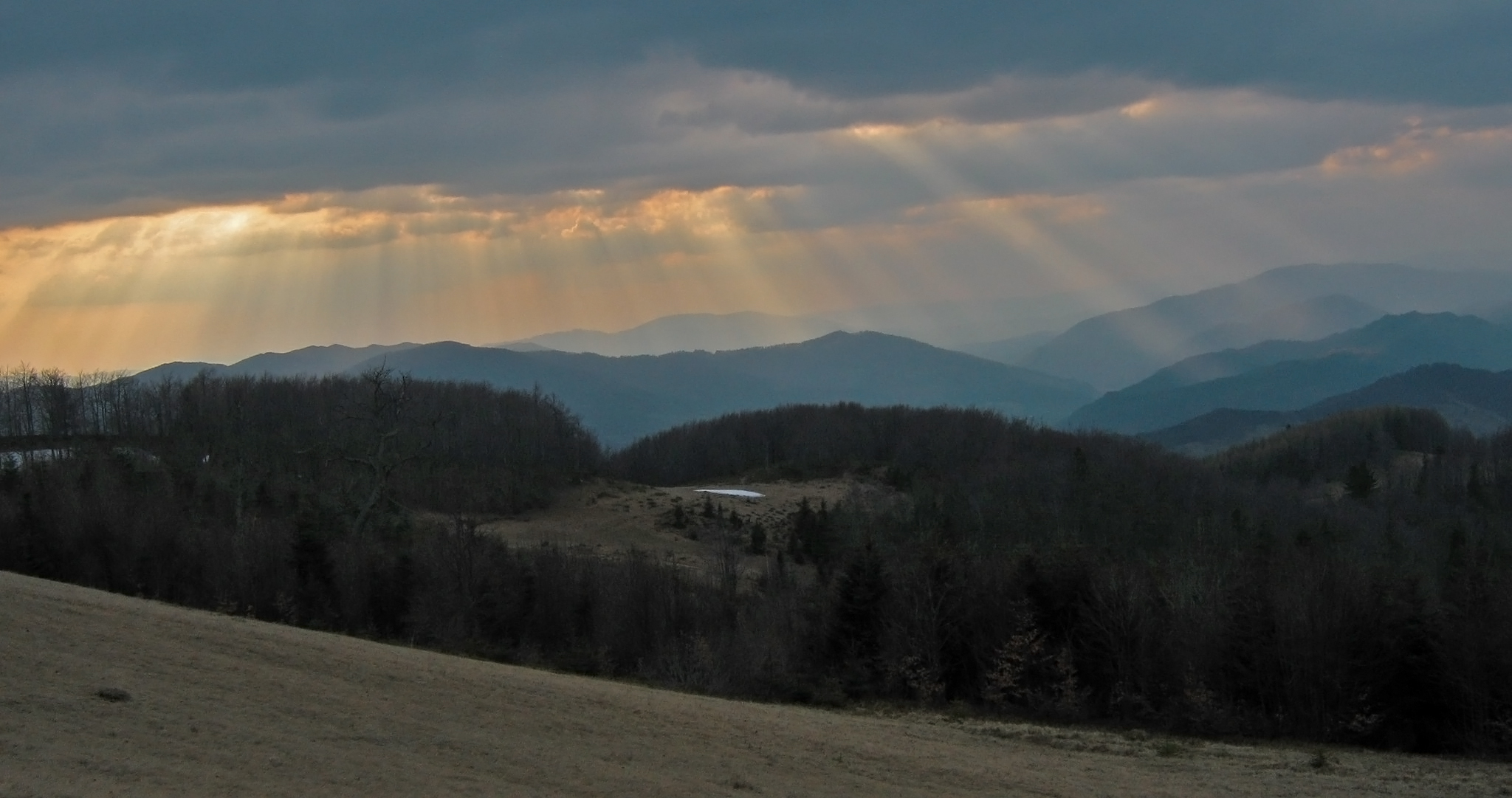
Світанок
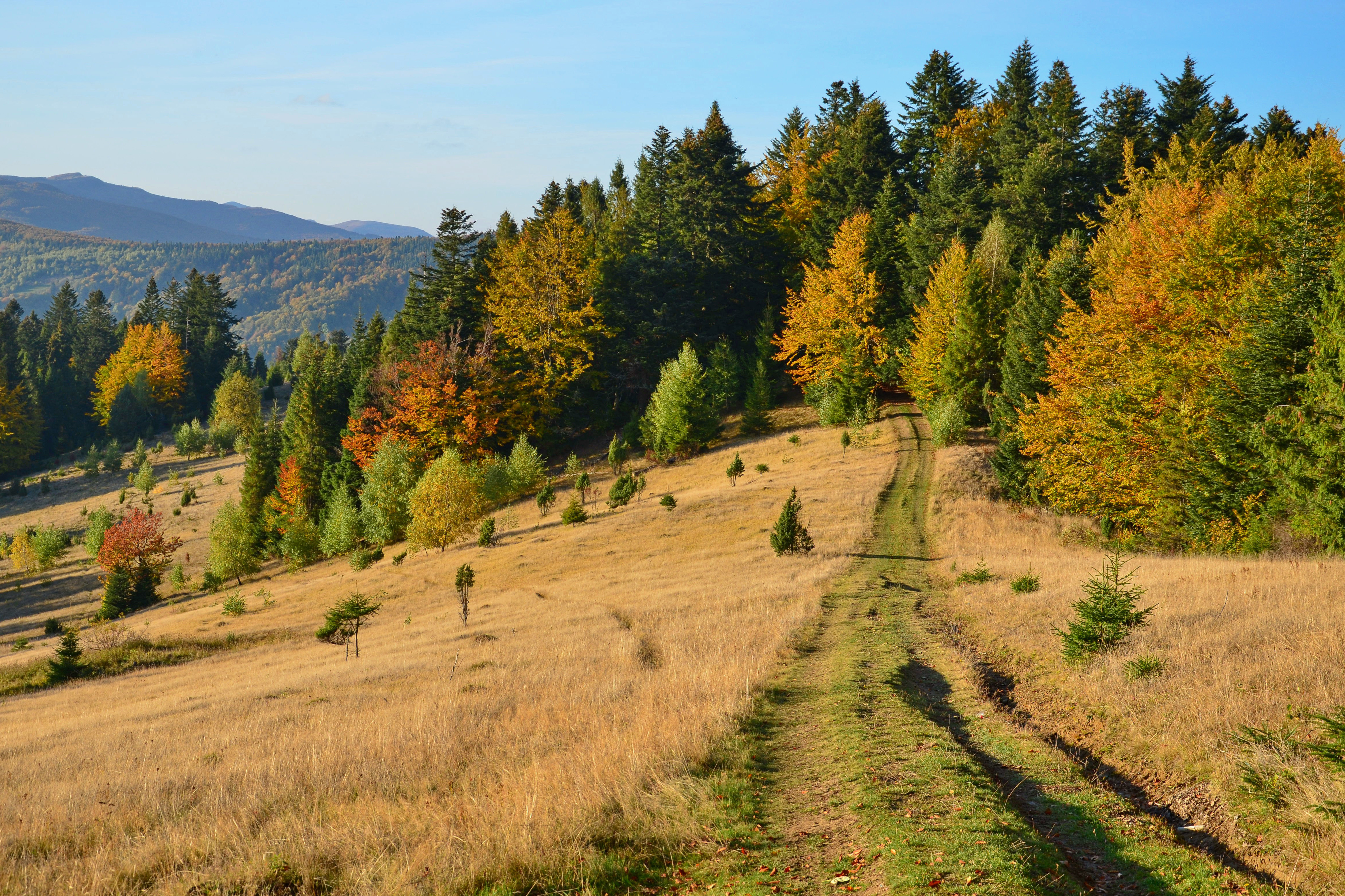
Букові праліси на схилах Вододільного хребта, околиці Ужка
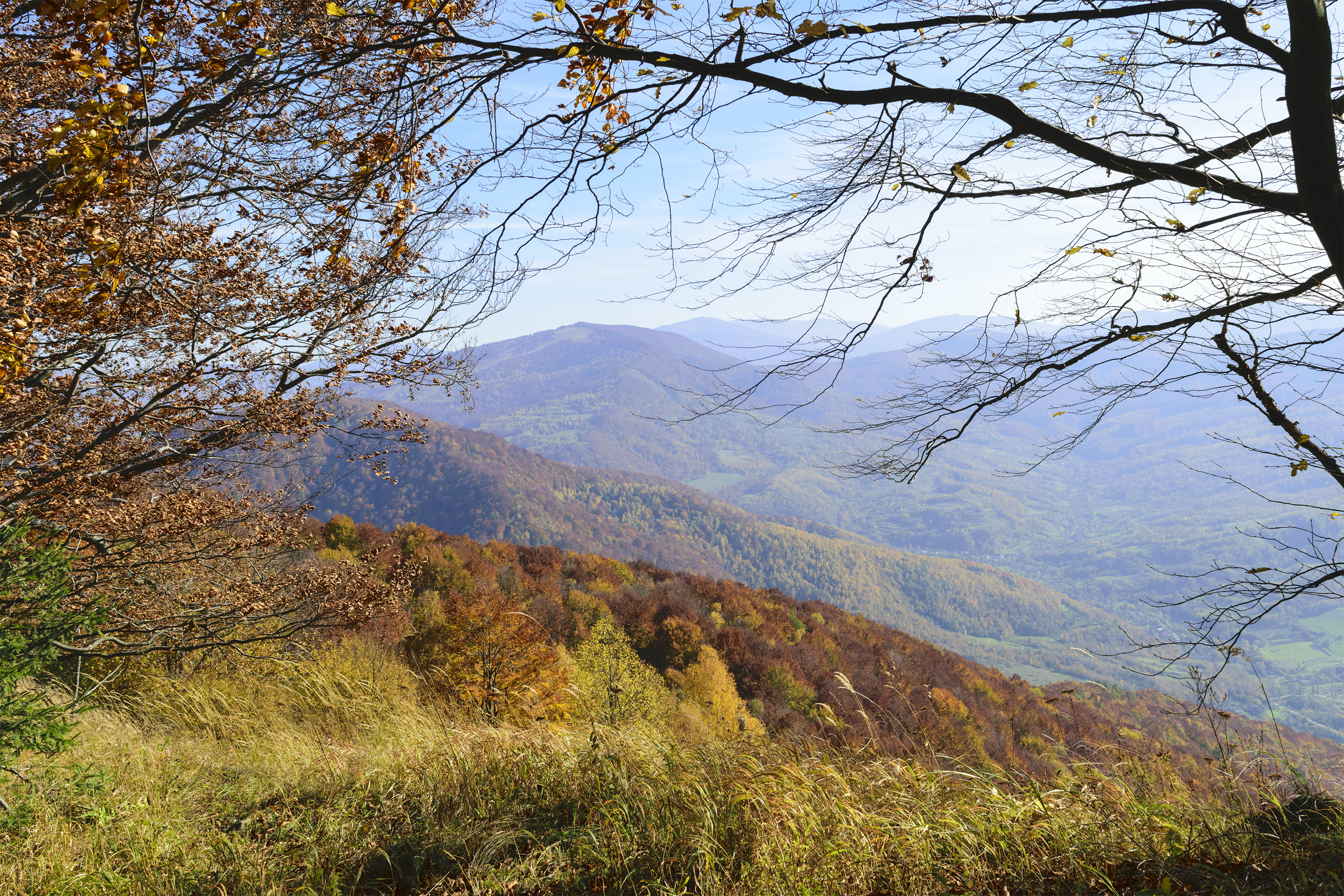
Краєвид з гори Голаня
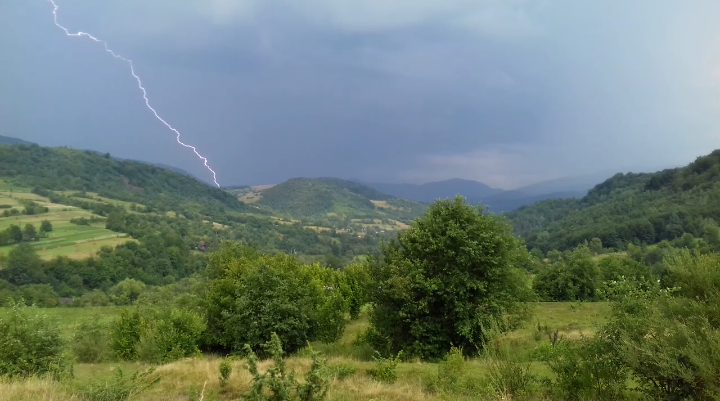
Гроза в горах
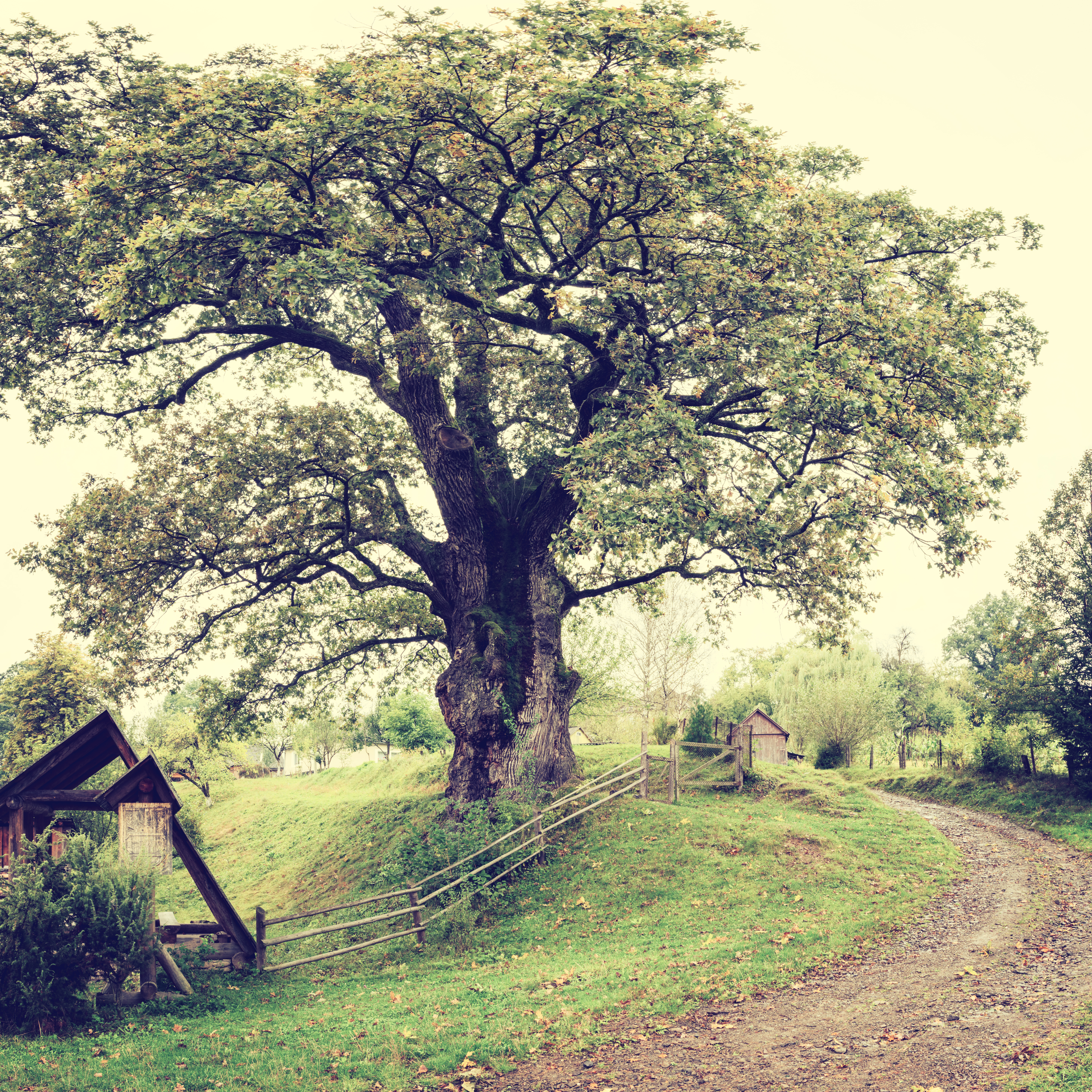
Дідо Дуб